# Palaeorhiza persimilis
Palaeorhiza persimilis är en biart som beskrevs av Hirashima 1983. Palaeorhiza persimilis ingår i släktet Palaeorhiza och familjen korttungebin. Inga underarter finns listade i Catalogue of Life.